# Деррік Кен
Деррік Кен (нім. Derrick Köhn; нар. 4 лютого 1999, Гамбург) — німецький футболіст, захисник турецького клубу «Галатасарай», який на правах оренди грає в клубі «Вердер». Виступав також за клуби «Віллем II» та «Ганновер 96». Чемпіон Туреччини. Володар Суперкубка Туреччини.

## Ігрова кар'єра
Деррік Кен народився 1999 року в Гамбурзі. Розпочав займатися футболом у юнацькій команді футбольного клубу «Брамфельдер», пізніше грав у юнацьких командах клубів «Гамбург» та «Баварія». У 2017 році футболіст дебютував у другій команді мюнхенської «Баварії», в якій грав до 2020 року, проте за першу команду клубу так і не зіграв. У 2020 році Кен перейшов до нідерландського клубу «Віллем II», у якому грав до 2022 року, та був одним із основних гравців захисту команди.
У 2022 році Деррік Кен повернувся до Німеччини, та уклав контракт з клубом «Ганновер 96», у складі якого грав до початку 2024 року. На початку 2024 року футболіст перейшов до турецького клубу «Галатасарай». У складі стамбульського клубу Кен став чемпіоном Туреччини та володарем Суперкубка Туреччини. У серпні 2024 року футболіст на правах оренди перейшов до німецького клубу «Вердер».

## Титули і досягнення
- Чемпіон Туреччини (1):

«Галатасарай»: 2023-24
- Володар Суперкубка Туреччини (1):

«Галатасарай»: 2023